# Denis de Malbran de Lanoue
Denis de Malbran de Lanoue lub La noue (ur. 1687, zm. 1749 w Paryżu) był francuskim szlachcicem, wojskowym i dyplomatą.
W młodości służył w królewskiej Gwardii Szwajcarskiej (Garde Suisse).
W latach 1734–1737 był francuskim Chargé d’affaires w Danii. Zmarł w wieku 62 lat.